# Solignac-sur-Loire
Solignac-sur-Loire je naselje in občina v jugovzhodnem francoskem departmaju Haute-Loire regije Auvergne. Leta 2012 je naselje imelo 1.230 prebivalcev.

## Geografija
Kraj leži v pokrajini Velay (Languedoc) 12 km južno od Le Puy-en-Velaya.

## Uprava
Solignac-sur-Loire je nekdanji sedež istoimenskega kantona, od marca 1915 vključenega v canton Velay volcanique s sedežem v Cussac-sur-Loire.

## Zanimivosti
- romanska cerkev sv. Vincenca iz 12. stoletja,
- ostanki nekdanjega srednjeveškega gradu,
- slapovi reke Beaume,
- soteske v zgornji dolini reke Loare.